# 胃酶抑素
胃酶抑素（英语：Pepstatin，又称培普他汀）是天冬氨酰蛋白酶（如胃蛋白酶、组织蛋白酶D和E的抑制剂）的有效抑制剂。它是一种六肽，含有不寻常的氨基酸他汀（氨基酸），序列为Isovaleryl-Val-Val-Sta-Ala-Sta (Iva-Val-Val-Sta-Ala-Sta）。它最初是从各种放线菌的培养物中分离出来的，因为它能够在皮摩尔浓度下抑制胃蛋白酶。胃酶抑素抑制NF-κB配体（RANKL）诱导的破骨细胞分化的受体激活剂。胃酶抑素可以剂量依赖性地抑制多核破骨细胞的形成；这种形成的抑制只影响破骨细胞，即不影响类成骨细胞。此外，胃酶抑素也可以剂量依赖性地抑制前破骨细胞向单核破骨细胞的分化。这种抑制似乎与蛋白酶如组织蛋白酶D的活性无关，因为破骨细胞的形成并没有被抑制组织蛋白酶D活性的浓度所抑制。细胞信号分析表明，在胃蛋白酶处理过的细胞中，ERK的磷酸化受到抑制，而IκB和Akt的磷酸化则几乎没有变化。此外，胃酶抑素降低了NFATC1的表达。这些结果表明胃酶抑素通过阻断ERK信号传导和抑制NFATC1的表达来抑制破骨细胞的分化。
胃酶抑素几乎不溶于水、氯仿、乙醚和苯，但它可以溶解在甲醇、乙醇和带有乙酸的二甲基亚砜中，浓度在1到5mg/ml之间。

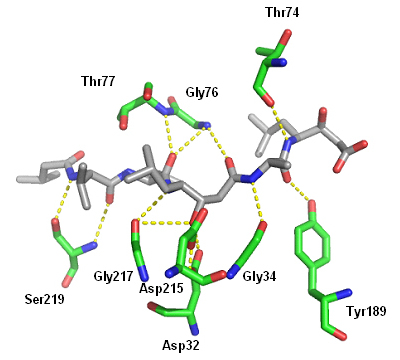
胃蛋白酶结合袋中胃蛋白酶抑制剂的结构。结合口袋残基和胃酶抑素之间的氢键被突出显示。通过PDB渲染。 [http://www.rcsb.org/pdb/explore/explore.do?structureId=1PSO 1PSO.